# Königsee (Ortsteil)
Königsee ist ein Ortsteil der gleichnamigen Stadt Königsee im Landkreis Saalfeld-Rudolstadt in Thüringen.

## Lage und Klima
Königsee liegt auf einer Höhe von 377 m über Normalnull in einem Seitental des Schwarzatals, am Nordosthang des Thüringer Waldes. Dort befindet sich auch die geologische Trennlinie zwischen dem Zechsteingürtel im Süden und dem Buntsandstein im Norden. Der nördlich von Königsee steil beginnende, fast durchweg bewaldete „Königseer Stadtwald“ gehört teilweise zum Landschaftsschutzgebiet Rinne-, Rottenbachtal und ist wesentlicher Bestandteil des Paulinzellaer Buntsandsteinlandes, welches das Einzugsgebiet des Rinnetales vom Ilmtal trennt.
Königsee liegt im Tal der Rinne.
Die klimatischen Verhältnisse in der geschützten Tallage von Königsee unterscheiden sich grundlegend von den die Stadt umgebenden Höhenzügen, Bergen und umliegenden Dörfern. Verantwortlich dafür sind vor allem unterschiedliche Wind- und Niederschlagsverhältnisse. Die mittlere jährliche Niederschlagsmenge beträgt für Königsee 618 Millimeter, dies entspricht 618 Liter auf einen Quadratmeter im Jahr. Die durchschnittliche Jahrestemperatur liegt bei 7,5 °C mit einer vorherrschenden Windrichtung aus Südwest bis West.

## Geschichte

### Urkundliche Erwähnungen und Stadtrecht
Der Ort Königsee wurde erstmals 1199 als Kunigesse urkundlich erwähnt. In einer Urkunde über einen Streit des Abtes von Paulinzella, Gotebold von Etzleben, über das Patronat der Kirche von Schwarza, wird ein Mann mit dem Namen "Guntherus plebanus von Kunigesse" erwähnt. In späteren Urkunden findet die Stadt als Kunegesse, Cungesse, Konigisse oder Kuningesse Erwähnung.
Erstmals als Stadt bezeichnet wurde Königsee im Jahr 1257. Eine Urkunde über eine Übereignung an das Kloster Georgenthal beinhaltet unter anderem die Bezeichnung Gunterhus de vanre, civis noster in Kungesse.

### Spätere Entwicklungen
Die Stadt erhielt durch Günther XXXII. von Schwarzburg (Adelsgeschlecht) verschiedene Privilegien und war Münzstätte der Schwarzburger Grafen. Der bereits 1342 erwähnte Rat der Stadt hatte die niedere Gerichtsbarkeit inne. 1447 wurde die von Mauern und Türmen befestigte Stadt im Sächsischen Bruderkrieg völlig zerstört und danach wieder aufgebaut. Im 15. und 16. Jahrhundert wurde in Königsee intensiv Bergbau betrieben und Eisen, Silber, Kupfer und Blei abgebaut. Im Dreißigjährigen Krieg wurde Königsee geplündert und 1635 niedergebrannt. Ab dem 17. Jahrhundert war die Wirtschaft des Ortes insbesondere vom Olitätenhandel und der Schuhmacherei geprägt.

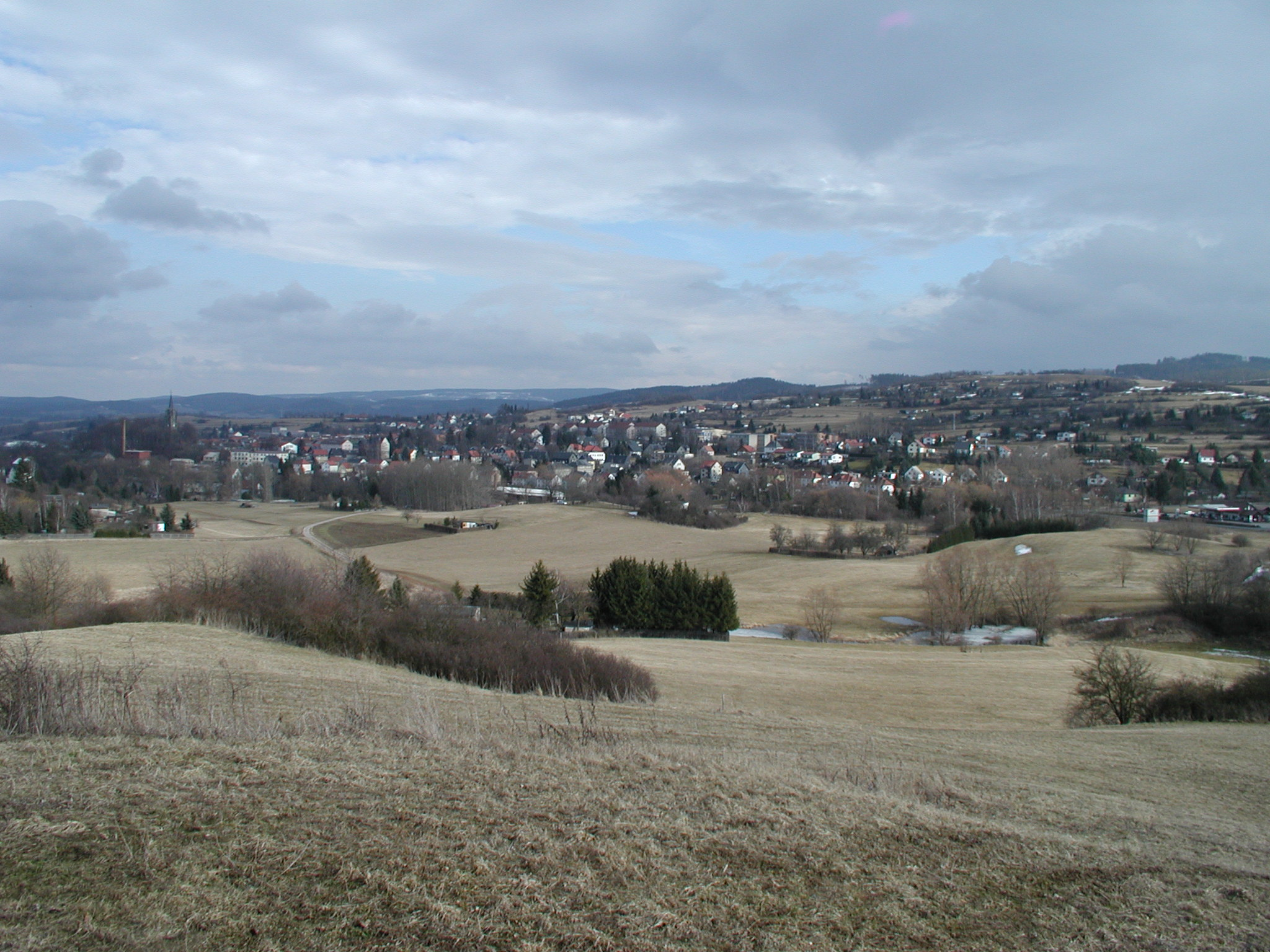
Königsee aus Richtung Dörnfeld

Königsee gehörte bis 1918 zur Oberherrschaft des Fürstentums Schwarzburg-Rudolstadt. Der Ort war seit 1668 Sitz des gleichnamigen schwarzburgischen „Amts Königsee“, von 1850 bis 1922 des Landratsamts Königsee.
Durch die allgemeine wirtschaftliche Entwicklung des Fürstentums Schwarzburg-Rudolstadt und das Verbot des Olitätenhandels kam es im 19. Jahrhundert zum wirtschaftlichen Niedergang und zu einer verstärkten Auswanderung nach Amerika. Später bildete sich am Ort neben den Leder- und Schuhfabriken eine bedeutende Porzellan- und Werkzeugindustrie heraus. Diese Erwerbszweige wurden auch zu DDR-Zeiten weitergeführt und ausgebaut. Der Königseer Betriebsteil des VEB MLW Medizintechnik Suhl war ein bedeutender Hersteller von chirurgischen Instrumenten. 1950 wurden Garsitz und Unterschöbling, 1974 Lichta eingemeindet.

## Gemeindegebietsveränderungen
Die sieben Ortsteile wurden wie folgt eingemeindet (in Klammern Eingemeindungsjahr):
- Dörnfeld an der Heide (1994)
- Garsitz (1. Juli 1950)
- Horba (1994)
- Köditz mit Oberköditz und Unterköditz (1994)[4]
- Lichta (1973)
- Oberschöbling (1994)
- Unterschöbling (1. Juli 1950)

Die Stadt Königsee schloss sich am 31. Dezember 2012 mit der Gemeinde Rottenbach zur Stadt Königsee-Rottenbach zusammen. Vor diesem Zusammenschluss bestand die Stadt aus acht Ortsteilen (in Klammern Einwohnerzahlen):
- Königsee (3426)
- Dörnfeld an der Heide (475)
- Garsitz (374)
- Horba (218)
- Köditz mit Oberköditz (292) und Unterköditz (209)
- Lichta (158)
- Oberschöbling (161)
- Unterschöbling (171)

## Bürgermeister
Der Ortsteil Königsee verfügt nicht über einen Ortsteilbürgermeister, ist aber Sitz des Bürgermeisters der Stadt Königsee. Ehemalige Bürgermeister (unvollständige Auflistung):
- 1883–1919 Carl August Meyer
- 1969–1972 Rudi Höfling
- 1972–1989 Harry Scherf
- 1990 Axel Eberhardt
- 1990–2003 Karl-Heinz Hoppe
- 2003–2013 Jens Andreas Sprenger

## Wappen
Blasonierung: „In Silber auf grünem Berg stehend ein geharnischter Ritter, in der linken Hand einen blauen Schild mit gekröntem goldenem Löwen, in der Rechten das aus der gegürteten Scheide gezogene und geschulterte Schwert haltend, der Helm mit grünem Pfauenwedel und Rechenbalken.“
Das Stadtwappen zeigt Kunibert mit Schwert und Schild mit dem Schwarzburger Löwen.

## Wappen von Köditz
Das Wappen wurde vom Heraldiker Michael Zapfe gestaltet und am 15. Juli 1993 genehmigt.
Blasonierung: „In Gold eine eingebogene erhöhte blaue Spitze mit einem rechtsgewendeten goldenen Löwen, vorn ein schwarzes Mühlrad, hinten eine blaue Weintraube mit schwarzem geschwungenen Stiel.“

## Städtepartnerschaften
- Ansião in Portugal,
- Erbach in Hessen,
- Jičín in der Tschechischen Republik,
- Nagykanizsa in Ungarn,
- Le Pont-de-Beauvoisin (Département Savoie), Frankreich,
- Pulheim bei Köln und
- Hirson in Frankreich.

## Kultur und Sehenswürdigkeiten
Das Waldseebad ist auch überregional bekannt und liegt ca. 1 km nördlich von Königsee in einem Waldgebiet.

### Museen
Der Karnevalsverein der Stadt, der Unweise Rat Königsee seit 1391 betreibt das Erste Thüringer Karnevalmuseum. Außerdem besteht ein Heimatmuseum.

### Bauwerke

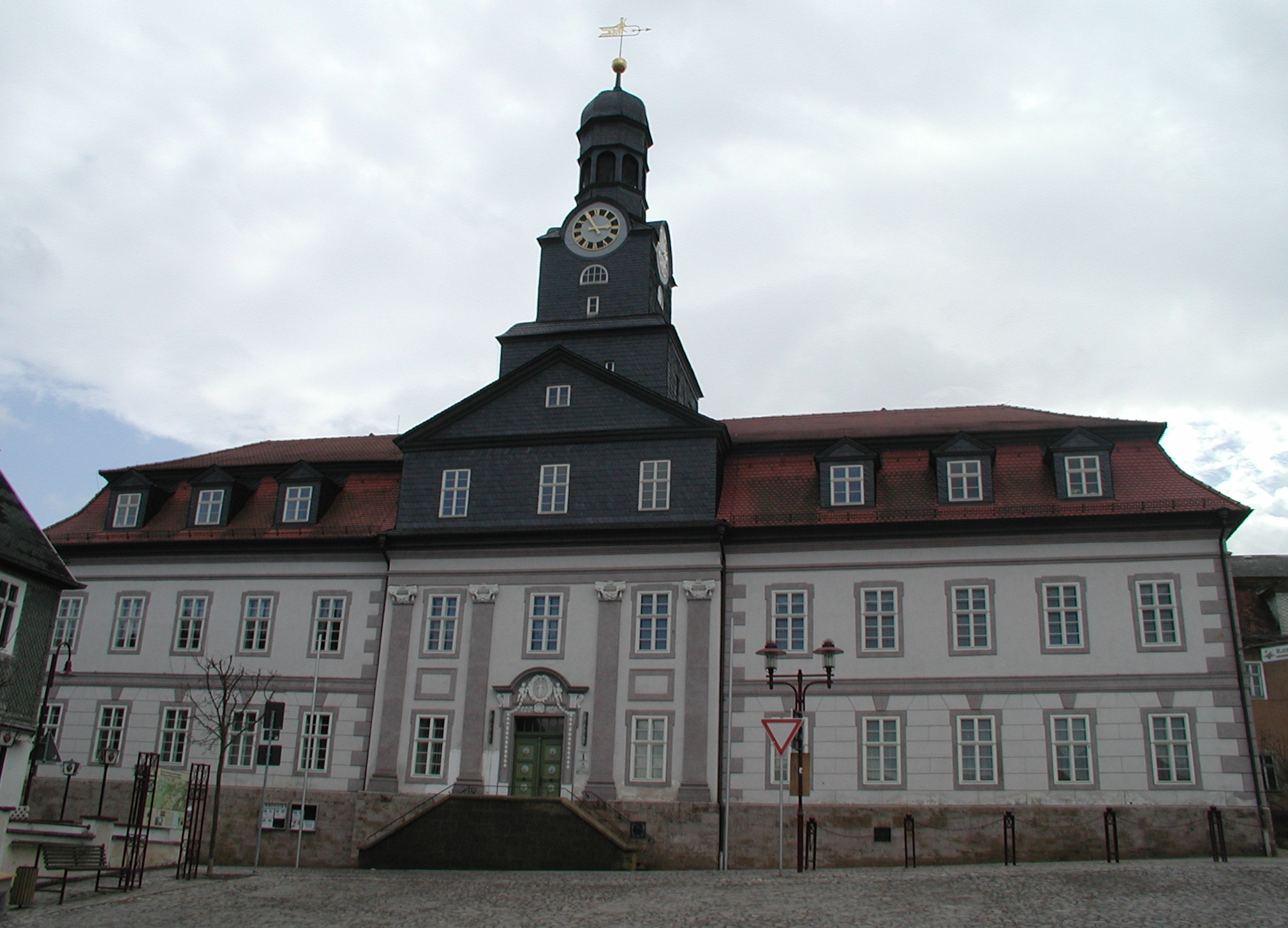
Das Rathaus der Stadt

Das Rathaus steht an der B 88 (die an dort einen Bogen um das Rathaus macht). Im Foyer ist das um 1710 von einem unbekannten Handwerker gebaute Turmuhrwerk des Rathauses ausgestellt. Das Stück aus dem Zeitalter des Barocks besteht aus einem handgeschmiedeten Gestellrahmen, einem Stundenrad aus Messing und Walzentrommeln aus Holz. Es ist 1,42 Meter hoch (mit Pendel 2,40), 1,45 Meter breit (mit Schlaghebel 2,28) und 87 Zentimeter tief. Es wiegt 200 Kilogramm. Das ursprüngliche Einzeigerwerk wurde vermutlich Ende des 18. Jahrhunderts auf Minutenanzeige umgebaut. Mittels einer Handkurbel wurden die Gewichte aufgezogen. Das Turmuhrwerk wurde vor ca. 20 Jahren restauriert, doch ist es an vielen Stellen abgenutzt; eine Wiedergangbarmachung der Uhr war nicht mehr möglich. 1970 wurde es durch ein neues Uhrwerk ersetzt und lagerte noch einige Jahre im Rathaus. Mitte der 70er Jahre wurde es vom Dresdner Mathematisch-Physikalischen Salon im Dresdner Zwinger gekauft und ausgestellt. Im Frühling 2006 kehrte das Uhrwerk als Dauerleihgabe nach Königsee zurück.
Seit August 2006 steht vor dem Rathaus der größte von der Königseer Werkzeugfabrik Werkö hergestellte Spiralbohrer. Mit einem Gewicht von 88 Kilogramm, einer Länge von 2,20 Metern und einem Durchmesser von 96 Millimetern ist er möglicherweise der größte Spiralbohrer der Welt, ein Antrag auf einen Eintrag ins Guinness-Buch der Rekorde wurde gestellt.
Die Stadtkirche Zum Lobe Gottes ist im neogotischen Stil erbaut. Das Bauwerk wurde nach fünfjähriger Bauzeit im Jahr 1871 eingeweiht, nachdem die vorherige Stadtkirche baufällig geworden war. Die Friedenskirche, eine Fachwerkkirche von 1711, ist ein weiteres historisches Kirchengebäude in Königsee.
Reste der mittelalterlichen Stadtbefestigung sind noch erkennbar.

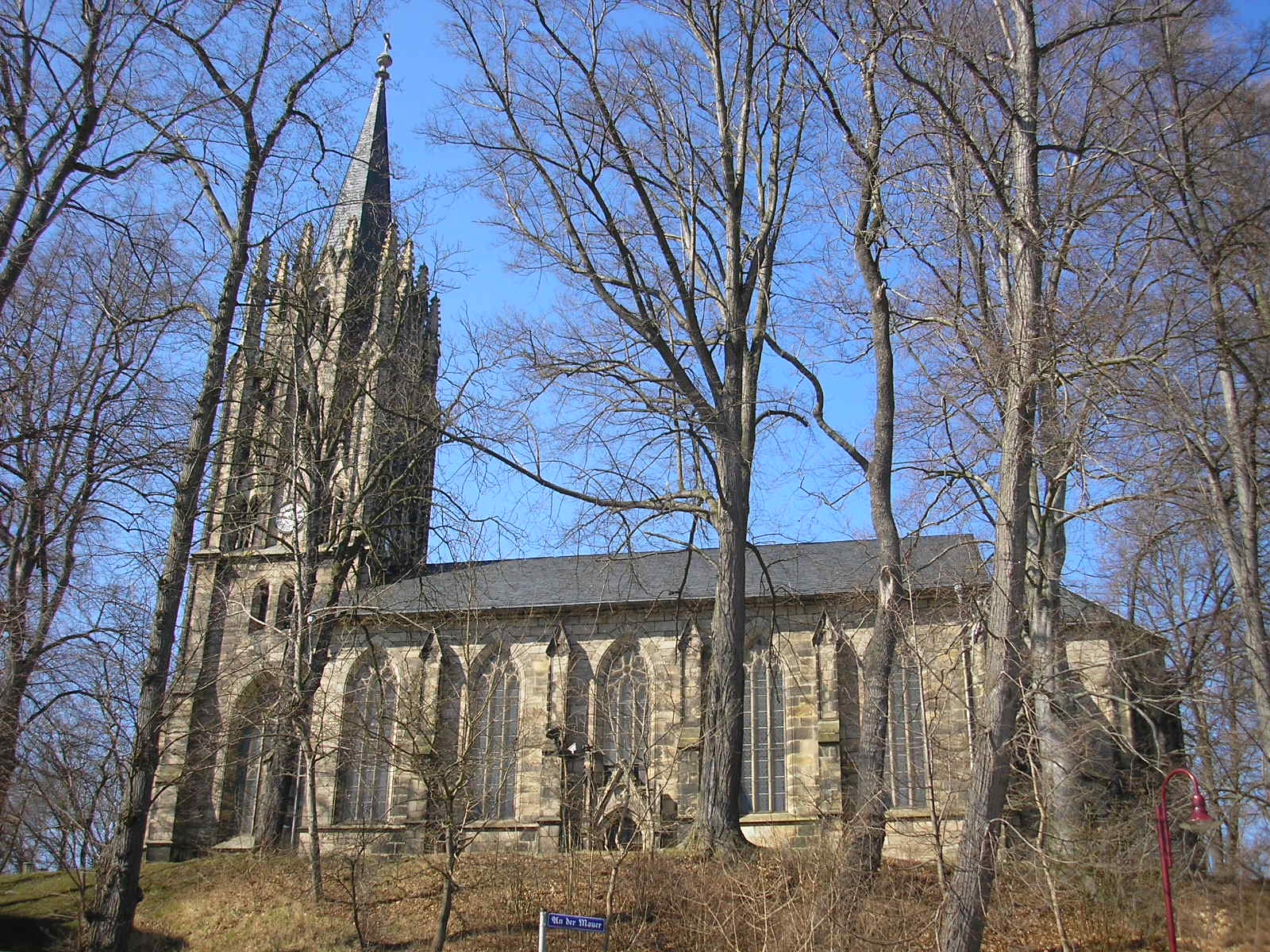
Stadtkirche
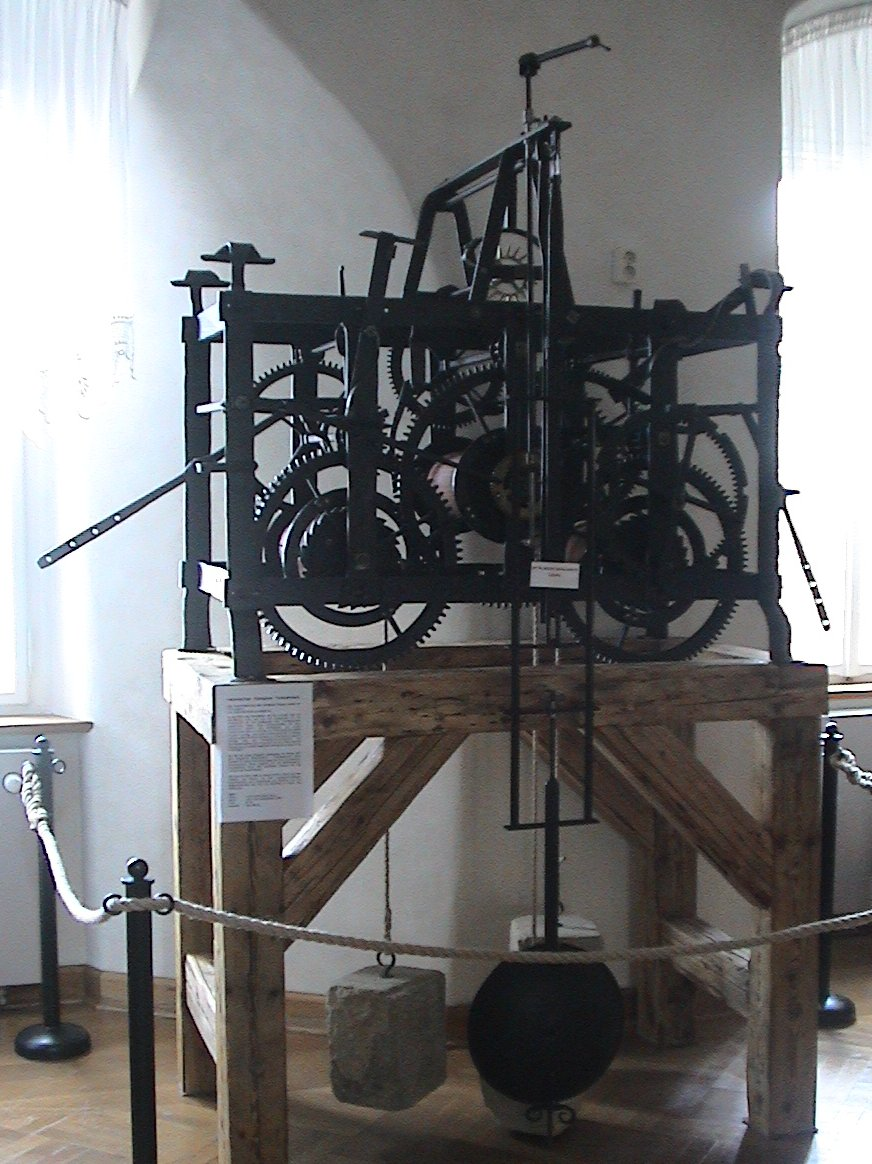
Turmuhrwerk
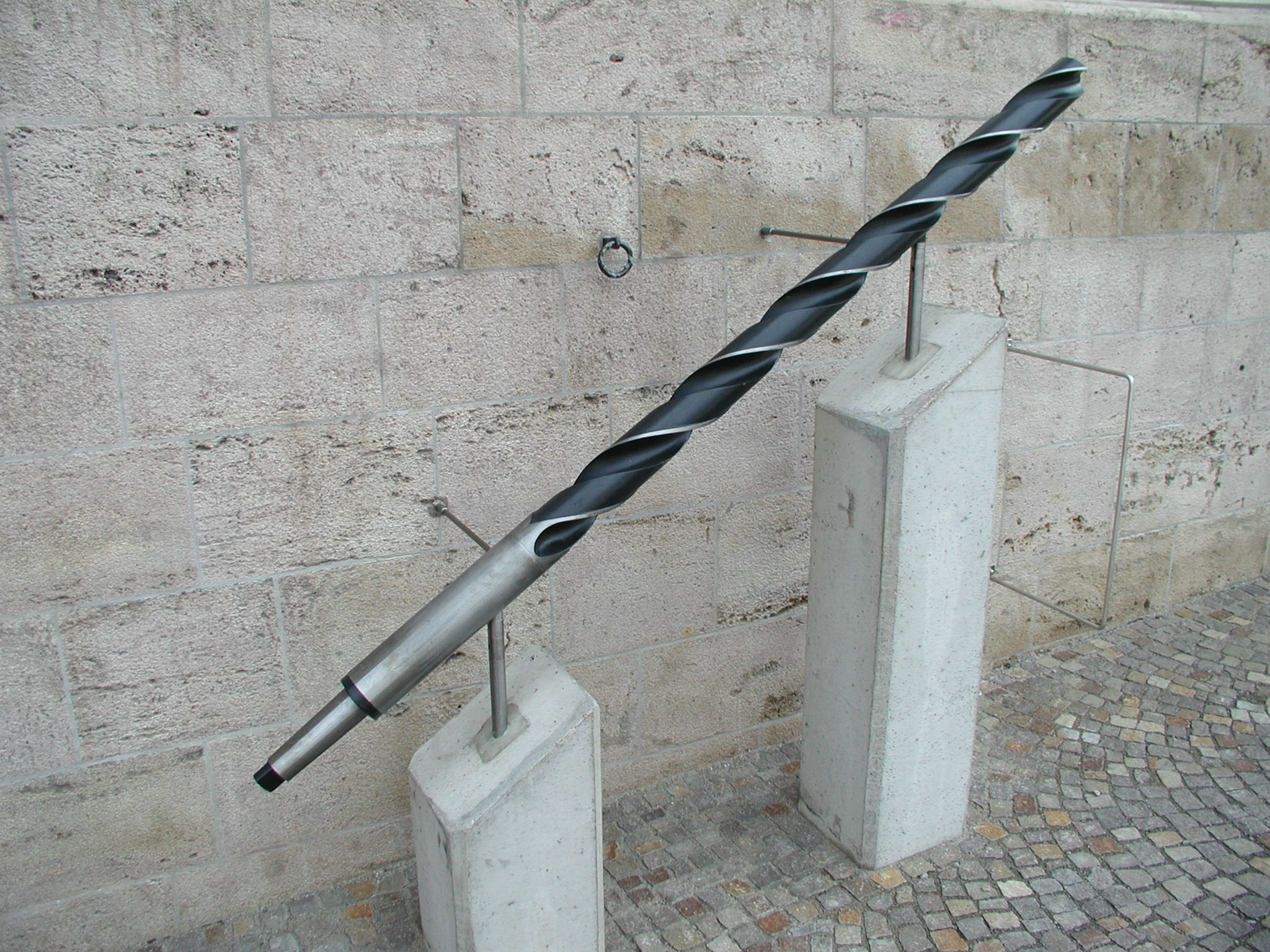
Der weltgrößte Spiralbohrer vor dem Rathaus
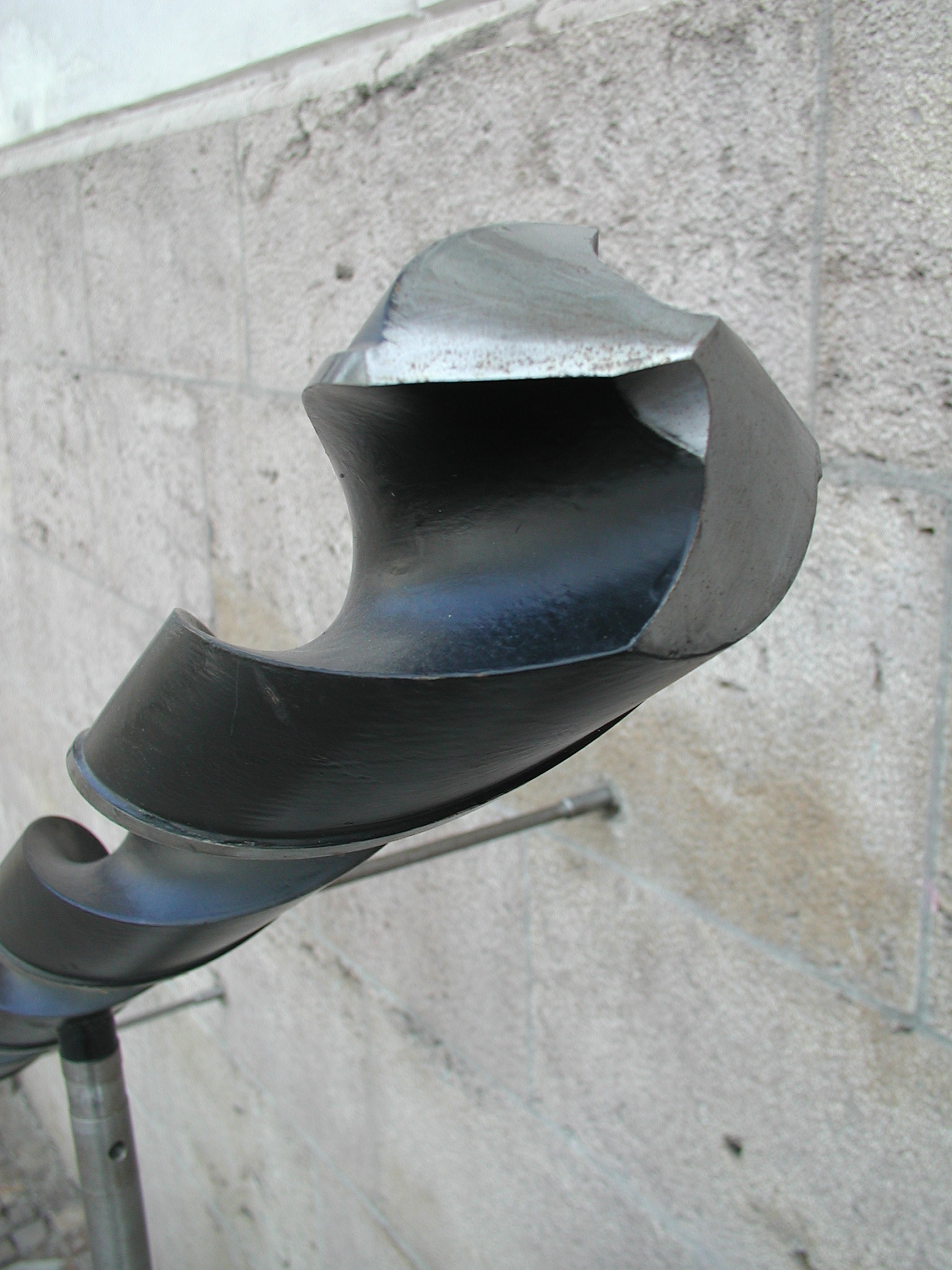
Spitze des Spiralbohrers
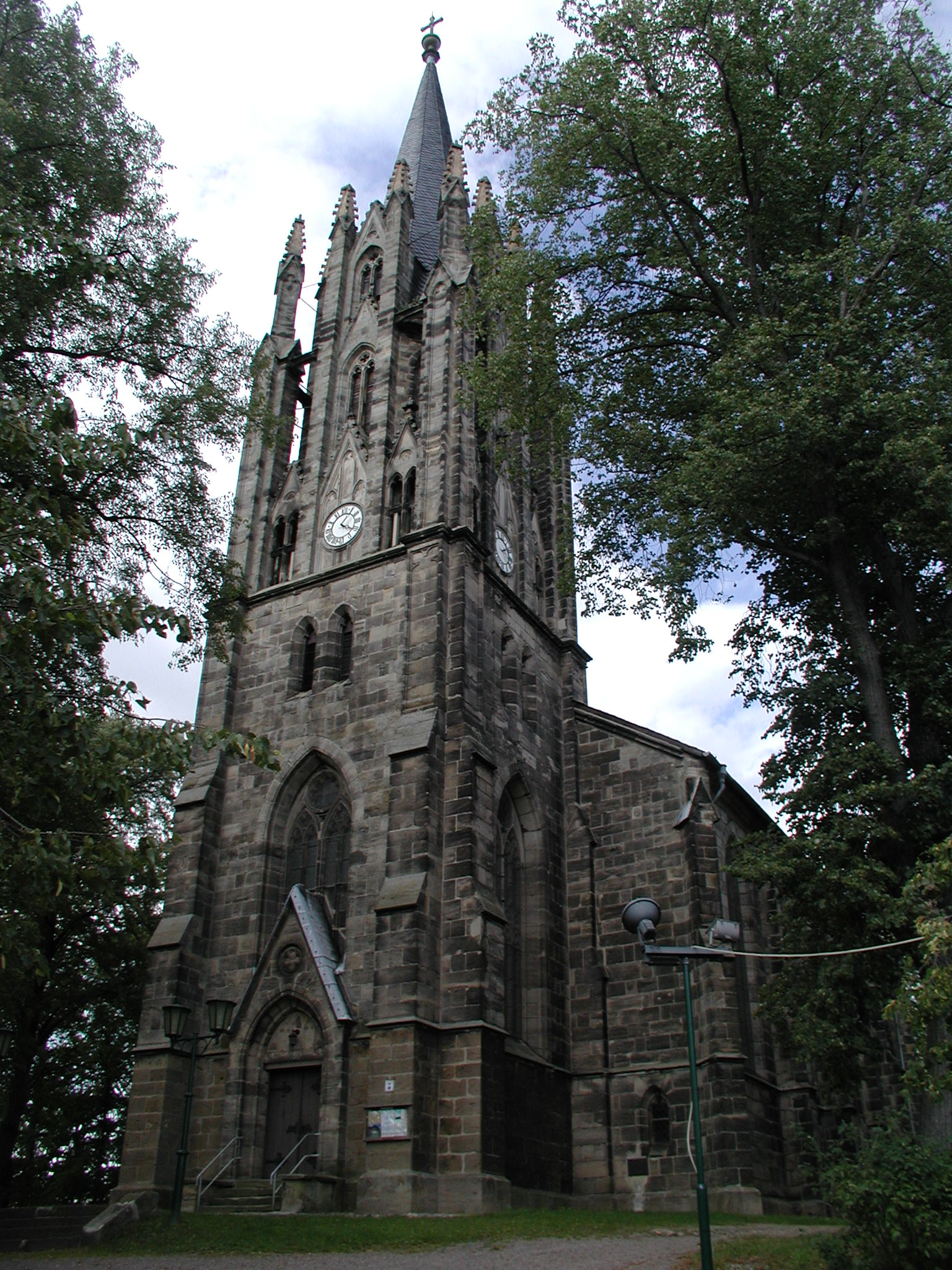
Stadtkirche Zum Lobe Gottes
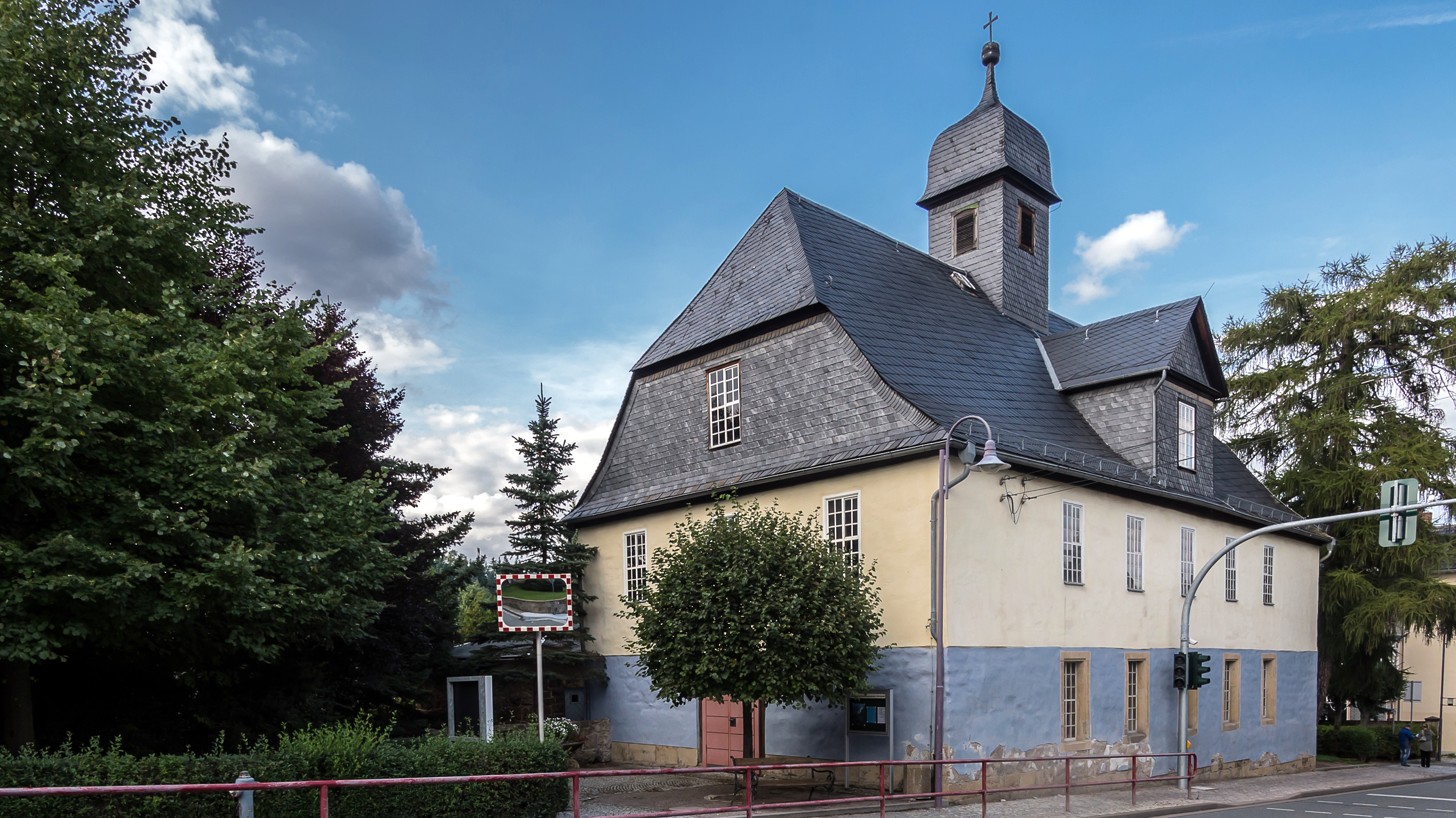
Katholische Friedenskirche
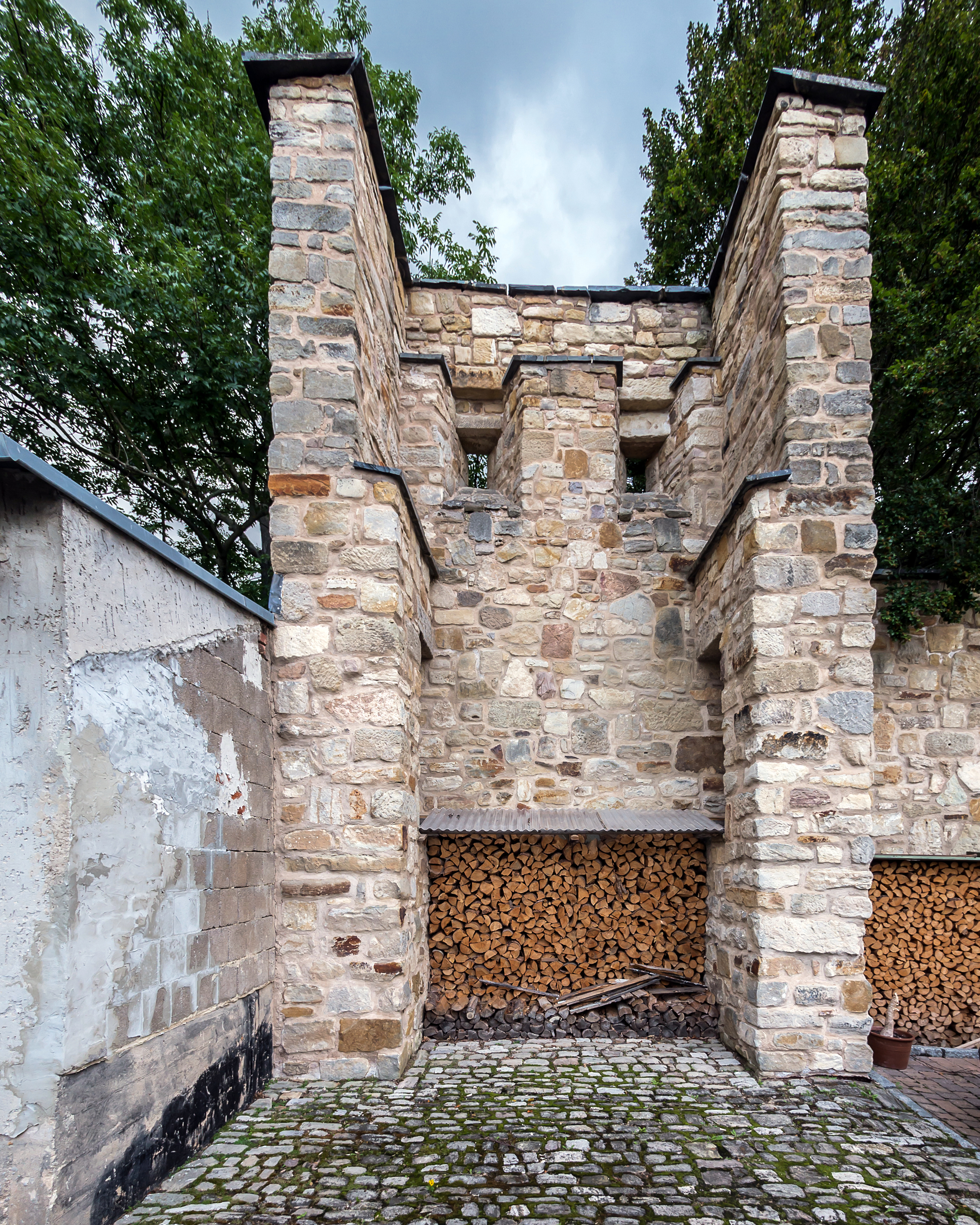
An der Mauer Reste der Stadtbefestigung
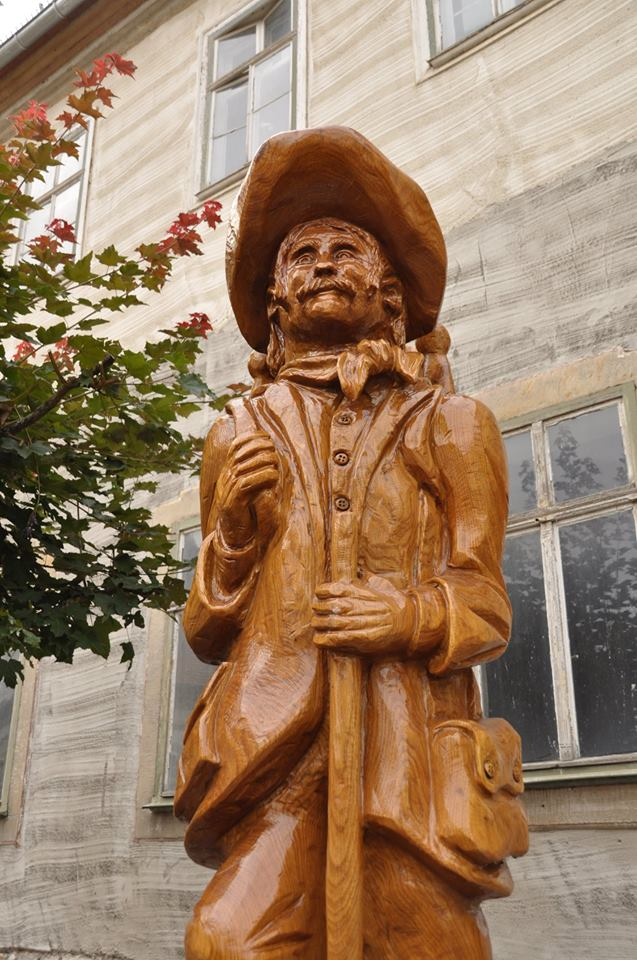
Hölzerner Buckelapotheker vor dem ehemaligen Amtsgericht – eingeweiht 2017.

## Wirtschaft und Infrastruktur

### Verkehr
Königsee liegt an der Bundesstraße 88, die Ilmenau mit Rudolstadt verbindet. Weitere Straßen führen von Königsee nach Garsitz, Dröbischau (L2389) und Unterschöbling bzw. Lichta (K130). Im Ortsteil Unterköditz beginnt die L1113, die über Allendorf nach Schwarzburg im Schwarzatal führt.
Im Jahre 1899 bekam Königsee einen Anschluss an die Bahnstrecke Köditzberg–Königsee nach Rottenbach (Königsee) im Osten. Dort bestand Anschluss nach Erfurt, Saalfeld und Katzhütte im Schwarzatal. Diese Strecke war 6,9 Kilometer lang und wurde am 1. August 1966 für den Personen- und am 31. Dezember 1972 für den Güterverkehr stillgelegt. Lediglich das Bahnhofsgebäude zeugt heute noch von der einstigen Strecke.

### Unternehmen
- Otto Bock Mobilty Solutions GmbH mit Otto Bock Manufacturing Königsee GmbH, Rollstühle und andere Mobilitätsprodukte, 290 Mitarbeiter
- Königsee Implantate GmbH, Implantate, 150 Mitarbeiter
- Hofmann & Sommer GmbH und Co.KG, Arzneimittel, Homöopathie, 50 Mitarbeiter
- ABO & PAINEX Pharma GmbH und Co.KG, Arzneimittel, Homöopathie, Nahrungsergänzungsmittel 20 Mitarbeiter
- Kennametal – Vollhartmetallwerkzeuge
- Fertigungstechnik Müller – Präzisionsdreh- und Frästeile, 33 Mitarbeiter
- Berghof Systeme e.K. – IT-Lösungen für die Fertigungsindustrie, 23 Mitarbeiter[8]

### Schulen
- Grundschule: Goetheschule Königsee
- Realschule: Staatliche Regelschule Königsee
- Gymnasium: Staatliches Gymnasium Dr. Max Näder, das zu den UNESCO-Projektschulen gehört

## Söhne und Töchter der Stadt
- Johann Georg Abicht (1672–1740), lutherischer Theologe und Sprachforscher
- Friedrich Wilhelm Wachsmuth (1797–1859), Amtsphysikus in Königsee, Abgeordneter für die Stadt Königsee im außerordentlichen Landtag Schwarzburg-Rudolstadt
- Friedrich Adolph Wislizenus (1810–1889), Arzt und Botaniker
- Gustav Schirmer (1829–1893), Musikverleger in den USA
- Oskar Dinkler (1861–1922), Apotheker und Hochschullehrer in Kairo
- Franz von Holleben (1863–1938), Vizeadmiral
- Klaus Roehler (1929–2000), Schriftsteller
- Thomas Ranft (* 1945), Grafiker
- Wolf-Günter Leidel (* 1949), Komponist und Musiker
- Klaus-Peter Justus (* 1951), Leichtathlet
- Marian Koppe (* 1964), FDP-Politiker, 2009–2014 Mitglied des Thüringer Landtags
- Jens-Uwe Penzel (* 1964), Fußballspieler

## Sonstiges
Im Jahre 1979 war Königsee Drehort für den DEFA-Kinderfilm Nicki von Gunther Scholz, eine Verfilmung des Buchs Nicki oder Die Liebe einer Königin von Jens Bahre. Weitere Dreharbeiten fanden in Königsee für den Film Lulu & Jimi von Oskar Roehler statt.